# Neustadt (Dosse) (stacja kolejowa)
Neustadt (Dosse) (niem. Bahnhof Neustadt (Dosse)) – stacja kolejowa w Neustadt (Dosse), w regionie Brandenburgia, w Niemczech. Znajduje się na linii Berlin – Hamburg. Została otwarta w 1846. Z czasem stacja stała się węzłem kolejowym, gdy wybudowano trzy inne linie kolejowe. Obecnie w ruchu pasażerskim wykorzystywana jest jedynie linia przez Pritzwalk do Meyenburga, natomiast linia do Neuruppin obsługuje ruch towarowy. Linia do Rathenow została zlikwidowana. Budynek dworca, parowozownia i wieża ciśnień na terenie byłego dworca są obiektami zabytkowymi.
Według Klasyfikacji Deutsche Bahn ma kategorię 5.

## Linie kolejowe
- Berlin – Hamburg
- Neustadt (Dosse) – Meyenburg
- Neustadt – Herzberg
- Treuenbrietzen – Neustadt (Dosse)